# Делтана (Аљаска)
Делтана (енгл. Deltana) насељено је место без административног статуса у америчкој савезној држави Аљаска.

## Демографија
По попису из 2010. године број становника је 2.251, што је 681 (43,4%) становника више него 2000. године.
| Група             | 2000.         | 2010.         |
| Белци             | 1.428 (91,0%) | 2.035 (90,4%) |
| Афроамериканци    | 19 (1,2%)     | 21 (0,9%)     |
| Азијати           | 17 (1,1%)     | 21 (0,9%)     |
| Хиспаноамериканци | 18 (1,1%)     | 54 (2,4%)     |
| Укупно            | 1.570         | 2.251         |